# Jim Matheos

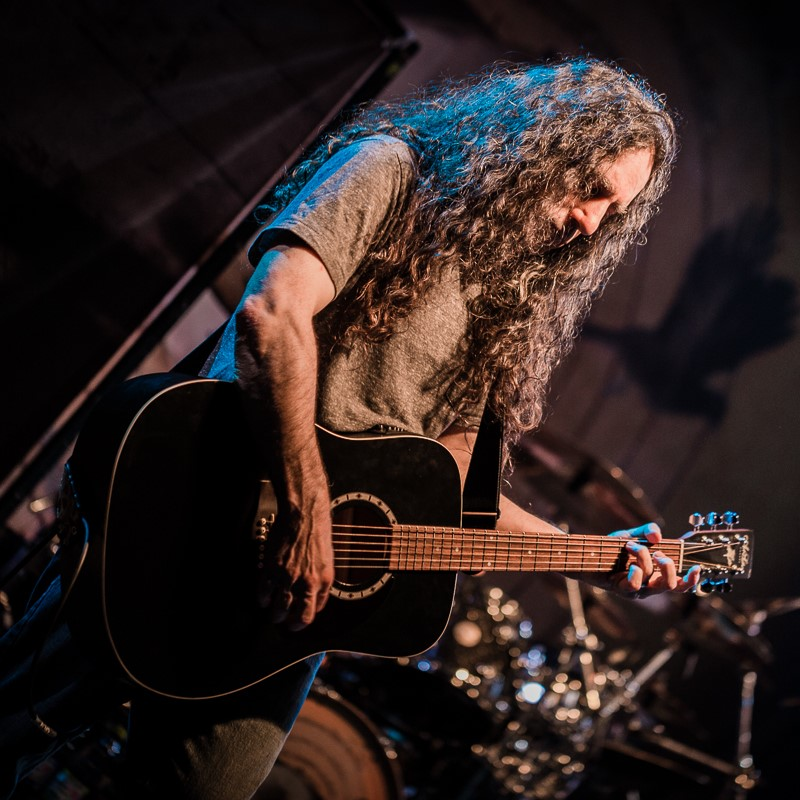
Jim Matheos (Fates Warning)

Jim Matheos est un guitariste américain né le 22 novembre 1962 à Westfield dans le Massachusetts. Il est le principal compositeur et le leader du groupe de metal progressif Fates Warning. Il a également joué pour Office of Strategic Influence, Gordian Knot et John Arch.

## Discographie
- 1984 : Night on Brocken avec Fates Warning
- 1985 : The Spectre Within avec Fates Warning
- 1986 : Awaken the Guardian avec Fates Warning
- 1988 : No Exit avec Fates Warning
- 1989 : Perfect Symmetry avec Fates Warning
- 1991 : Parallels avec Fates Warning
- 1993 : First Impressions, album solo
- 1994 : Inside Out avec Fates Warning
- 1995 : Chasing Time (compilation) avec Fates Warning
- 1997 : A Pleasant Shade of Gray avec Fates Warning
- 1998 : Still Life (live) avec Fates Warning
- 1999 : Away With Words, album solo
- 2000 : Disconnected avec Fates Warning
- 2003 : Emergent avec Gordian Knot
- 2003 : A Twist of Fate avec John Arch
- 2004 : FWX avec Fates Warning
- 2011 : Sympathetic Resonance avec John Arch